# Seksenuşağı, Ortaköy
Seksenuşağı là một xã thuộc huyện Ortaköy, tỉnh Aksaray, Thổ Nhĩ Kỳ. Dân số thời điểm năm 2010 là 354 người.